# Antal Róth
Dans le nom hongrois Róth Antal, le nom de famille précède le prénom, mais cet article utilise l’ordre habituel en français Antal Róth, où le prénom précède le nom.
Antal Róth (né le 14 septembre 1960 à Komló en Hongrie) est un joueur de football international hongrois qui évoluait au poste de défenseur, avant de devenir ensuite entraîneur.

## Biographie

### Carrière de joueur

#### Carrière en club
Antal Róth évolue en Hongrie puis aux Pays-Bas. Il joue en faveur du Pécsi Mecsek puis du Feyenoord Rotterdam.
Il dispute un total de 181 matchs en première division hongroise, inscrivant 23 buts. Il joue également 29 matchs en première division néerlandaise, inscrivant 3 buts. Il réalise sa meilleure performance lors de la saison 1981-1982, où il inscrit 7 buts.
Il dispute trois matchs en Coupe de l'UEFA : deux avec le Pécsi Mecsek, et un avec Feyenoord.
Il se classe deuxième du championnat hongrois lors de la saison 1985-1986.

#### Carrière en sélection
Avec les moins de 20 ans, il participe à la Coupe du monde de football des moins de 20 ans 1979 organisée au Japon. Lors du mondial junior, il joue un match contre l'Union soviétique.
Antal Róth reçoit 29 sélections en équipe de Hongrie, inscrivant un but, entre 1983 et 1989.
Il joue son premier match en équipe nationale le 7 septembre 1983, en amical contre l'Allemagne (match nul 1-1 à Budapest). Il inscrit son seul but avec la Hongrie le 17 novembre 1984, à l'occasion d'une rencontre face à l'équipe de Chypre. Ce match gagné 1-2 à Limassol entre dans le cadre des éliminatoires du mondial 1986.
Il figure dans le groupe des sélectionnés lors de la Coupe du monde de 1986. Lors du mondial organisé au Mexique, il joue trois matchs : contre l'Union soviétique, le Canada, et la France.
Il reçoit sa dernière sélection en équipe nationale le 11 octobre 1989, contre l'Espagne (match nul 2-2 à Budapest). Cette rencontre entre dans le cadre des éliminatoires du mondial 1990.

### Carrière d'entraîneur
Après avoir raccroché les crampons, il se lance dans une carrière d'entraîneur. Il dirige plusieurs équipes hongroises, notamment le Pécsi Mecsek et le Szombathelyi Haladás. Il est également le sélectionneur de l'équipe de Hongrie espoirs pendant plusieurs années.

## Palmarès
Pécsi Mecsek
- Championnat de Hongrie :
  - Vice-champion : 1985-86.